# Олек
Агата Олексиак (родилась 5 апреля 1978 г.), известная как Олек, — современная стрит-арт польская художница, проживающая в Нью-Йорке, специализирующаяся на текстильном искусстве в городском пространстве.
Самые известные работы — это скульптуры, инсталляции, связаные крючком велосипеды, надувные лодки, и изделия из текстиля .
Художница обвязывала здания, скульптуры, людей и квартиры крючком.
Выставлялась в США, Великобритании, Германии, Бразилии, Турции, Франции, Италии, Польше и Коста-Рике.
Олек — обладатель таких наград, как Ruth Mellon Award в 2004 году, In Situ Artaq award (Франция) в 2011-м и гранта от Lower Manhattan Cultural Council (LMCC) за арт-перфоманс в общественном месте.
При помощи связанных вручную работ художница протестует против рабства, изучает симбиозы бразильской, африканской и американской культур, а также подчеркивает силу, которую имеет женщина в современном обществе.

## Ранние годы
Художница окончила Университет Адама Мицкевича в Познани, Польша, в 2000 году по специальности «Культурология». Затем она поступила в колледж LaGuardia, где получили награду Национального клуба искусств за свою скульптуру.
Ранние работы художницы были представлены скульптурами, костюмами и надувными лодками.
Олек впервые использовала вязание крючком в своем творчестве в 2003 году после переезда в Соединённые Штаты.
В том же году она «поразила критиков» на показе мод сюрреалистов Общества искусств и истории Вильямсбурга.
В 2004 году Олек создала «большую палатку, сделанную из связанных крючком полосок ткани, волос, кассет и мягких игрушек» для шоу из четырёх человек. The New York Times сообщила, что эта работа превратила выставку в галерее 5BE в Челси, Манхэттен, в «прорывной центр».
Вязаная крючком скульптура «Разлив» (2005), опубликованная в «The Washington Post», включала 1300 тонких белых воздушных шаров, спадающих каскадом в «форме кишки». Работа участвовала в проекте «Водных путях», «социально сознательном» арт-проекте на общественном водном транспорте вапоретто во время Венецианской биеннале 2005 года.
Работа под названием «Камуфляж» «исследует андрогинность фиксированной идентичности, сексуальности и культуры».
В сентябре и октябре 2005 Олек обвязала крючком окна сгоревшего заброшенного здания недалеко от их художественной резиденции в Ютике, штат Нью-Йорк.
В этот период костюмы для театральных и танцевальных представлений от Олек получили высокую оценку критиков, хотя танцевальное представление, относящееся к одной из их работ в свою очередь, подверглись критике.

## Философия
Творческая философия Олека заключается в том, что «Жизнь и искусство неразделимы». В 2009 году они заявили:

I think crochet, the way I create it, is a metaphor for the complexity and interconnectedness of our body and its systems and psychology. The connections are stronger as one fabric as opposed to separate strands, but, if you cut one, the whole thing will fall apart. Relationships are complex and greatly vary situation to situation. They are developmental journeys of growth, and transformation. Time passes, great distances are surpassed and the fabric which individuals are composed of compiles and unravels simultaneously.
Будучи активным сторонником прав женщин, сексуального равенства и свободы выражения мнений, Олек использовал широкую известность своей работы, чтобы продемонстрировать свою солидарность с угнетаемыми слоями общества в во всем мире. Своими работами Олек всегда стремилась привнести в жилое пространство цвет и жизнь, энергию и неожиданность.

Любимая книга Агаты — «Мастер и Маргарита» М. А. Булгакова.
«Петля за петлей, час за часом вязание крючком становилось моим сумасшествием. Жизнь и искусство неразделимы. Фильмы, которые я смотрю во время вязания, влияют на мою работу, а работа, в свою очередь, диктует, какие фильмы мне выбирать. Что я хочу сказать своими произведениями? А вы потяните за конец нити и распутайте историю, спрятанную за вязаным полотном» — Олек 

## Избранные работы
Олек выставлялся в США, Великобритании, Германии, Бразилии, Турции, Франции, Италии, Испании, Финляндии, Швеции, Польше и Коста-Рике.
В 2009 и 2016 годах она была постоянным резидентом бразильского Instituto Sacatar.

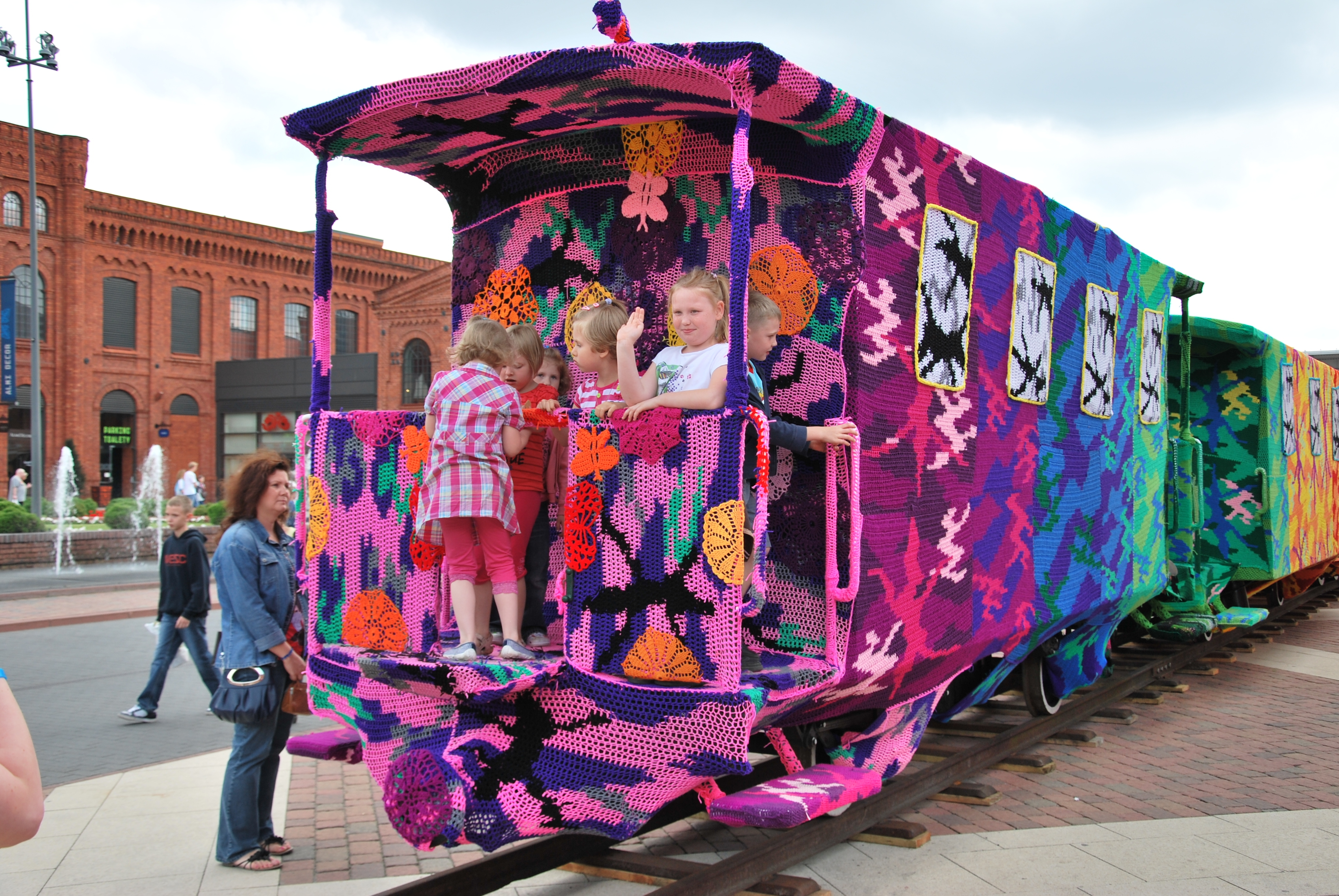
Объект 'Tuwim' Łódź

Вязаная крючком одежда Олека для всего тела, получившая название «носимые скульптуры», использовалась в различных проектах, в которых Олек водила своих участников в метро Нью-Йорка.
Фестивале искусств DUMBO был представлен проект «Рисунок для рукопожатия» в «музыке к событию» в " Грейпфруте " Йоко Оно . Участники надевали свои вязанные скульптуры-скафандры и просовывали руку через натянутый холст, чтобы пожать руку прохожему.
Второй спектакль получил название «Вязаный грейпфрут». Спектакль «Спасибо за визит, хорошего дня», исполненный на 14- й улице Манхэттена во время мероприятия Art in Odd Places:SIGN в 2009 году, был вдохновлен «служащим в форме, держащим табличку „Держись за поручень“ в Тайбэе. станция метро». Артисты держали плакаты, основанные на дорожных знаках, которые были «решительным, ироничным или забавным диалогом с их местоположением».
В конце декабря 2010 года Олек установила вязаный крючком костюм поверх бронзовой статуи " Атакующего быка " (1989) на Уолл-стрит, как дань уважения Артуро Ди Модике, который установил скульптуру без разрешения. Два часа спустя смотритель парка демонтировал костюм со статуи.
В 2012 году на первой персональной выставке в Великобритании под названием «Я не собираюсь становиться матерью, я собираюсь умереть в одиночестве» (I do not expect to be a mother, but I do expect to die alone), представила свой самый известный проект вязанного интерьера квартиры. На концепцию проекта повлиял опыт художницы проживания в Великобритании. Выставка проходила в галерее Tony в Лондоне. В этой инсталляции можно было увидеть всю жизнь художницы, её мечты, переживания, надежды, весь её внутренний мир с его буйством красок и яркостью воображения. И все это девушке удалось передать посредством вязаных предметов интерьера, вязаных картин, игрушек и даже обоев. В комнате можно было увидеть ввязанные любимые цитаты и личную переписку автора.
В Лондоне же Олек разместила вязаные граффити, которые представляли собой цитату из популярной речи Мартина Лютера Кинга: «Неважно, где творится несправедливость, она подвергает угрозе справедливость во всем остальном мире». Инсталяция под названием Injustice была посвящена борьбе с рабством в современном мире.
В 2015 году в рамках St+Art Delhi 2015 художница обвязала крючком женский приют в Дели, чтобы привлечь внимание к его существованию нуждающихся слове общества.
В апреле 2016 года художница украсила фасад MOCA в Вирджинии гигантской вязаной крючком первой полосой New York Times, датированной 2020 годом, с позитивными новостями на экологическую тематику.

## Выставки

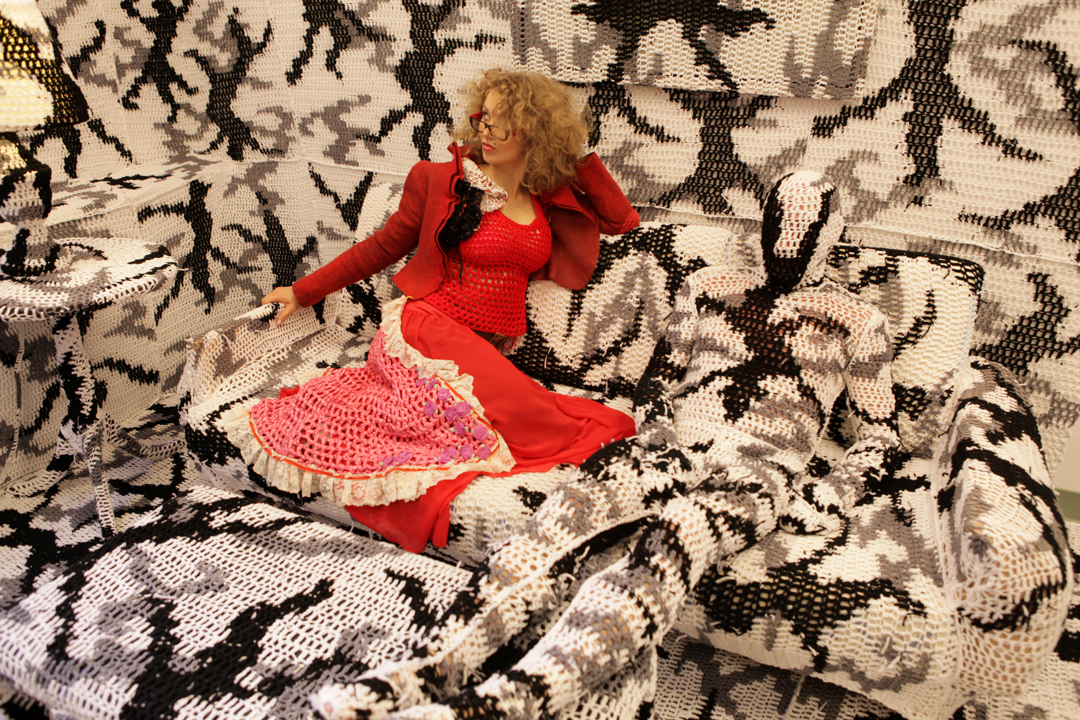
Олек в своей инсталляции "Посвящение Киту Харингу ", 2011 г.

Первая персональная выставка «Вязание для Pus****» прошла в галерее Christopher Henry.
В 2010 году художница выставила квартиру, в которой все содержимое, в том числе жильцы, было обвязано крючком. На подготовку инсталляции с использованием большого количества мотков пряжи ушли годы. Первоначально планировалось, что она будет работать с 9 сентября по 17 октября 2010 года, но инсталляция закрылась в мае 2011 года после серии продлений. В этот период галерея выставляла свои работы на SCOPE Art Show в Майами. В этой и других работах участвовали представители общественности или СМИ, в костюмах, связанных крючком без традиционных застежек. По данным галереи, после закрытия выставки работа была оценена в 90 000 долларов.
В 2010—2011 годах Олек был постоянным художником Workspace в Совете по культуре Нижнего Манхэттена, во время которого они создавали и выступали в Музее американского искусства Уитни.
В мае 2011 года художница выиграла в категории «Скульптура на месте» на второй премии Urban Arts Awards (Artaq).
В августе 2011 года Олек провела персональную выставку в галерее Джонатана Левина. Она сотрудничала с режиссёром Джиной Веккионе и продюсером Мишель Прайс для создания короткометражного немого фильма под названием YARNANA посредством сбора средств на Kickstarter. «Вдохновленный жанром немого кино, он опирается исключительно на мощную музыку, звуковой дизайн и физическое выражение. Персонажи говорят через современный танец, физическую комедию, капоэйру, боевые искусства, пои, танец живота, брейк-данс, акробатику, гимнастику и инстинкты искателей души». В конечном итоге финансирование проекта было прекращено на Kickstarter, но фильм все же был создан и получил награду кинофестиваля.
Олек изменила материалы для совместной выставки с Дэвидом Э. Петерсоном в Нью-Йорке; они использовали тысячи полунадутых воздушных шаров, связанных крючком, как пряжу, чтобы создать пещероподобную структуру внутри галереи. Художник отмечал их любовь к эфемерности среды; воздушные шары часто лопались во время создания инсталляции и требовали немедленного ремонта, чтобы предотвратить её полное разрушение. Установка будет постепенно увядать. Они сказали, что воздушные шары представляют собой «самые счастливые моменты в жизни, которые часто столь же непостоянны». Некоторые посетители отмечали резкий запах латекса. Олек была вдохновлена тем, что они были путешествующим клоуном для Health Plus, когда они посещали бедные районы Нью-Йорка. Ранее они использовали воздушные шары во время своего проживания в Бразилии.
Они были включены в галерею Renwick 2012—2013 гг. "40 до 40 лет: Craft Futures".
У художницы существует серия подводных связанных крючком работ, созданных в сотрудничестве с PangeaSeed для привлечения внимания к угрозам океанской экосистемы.

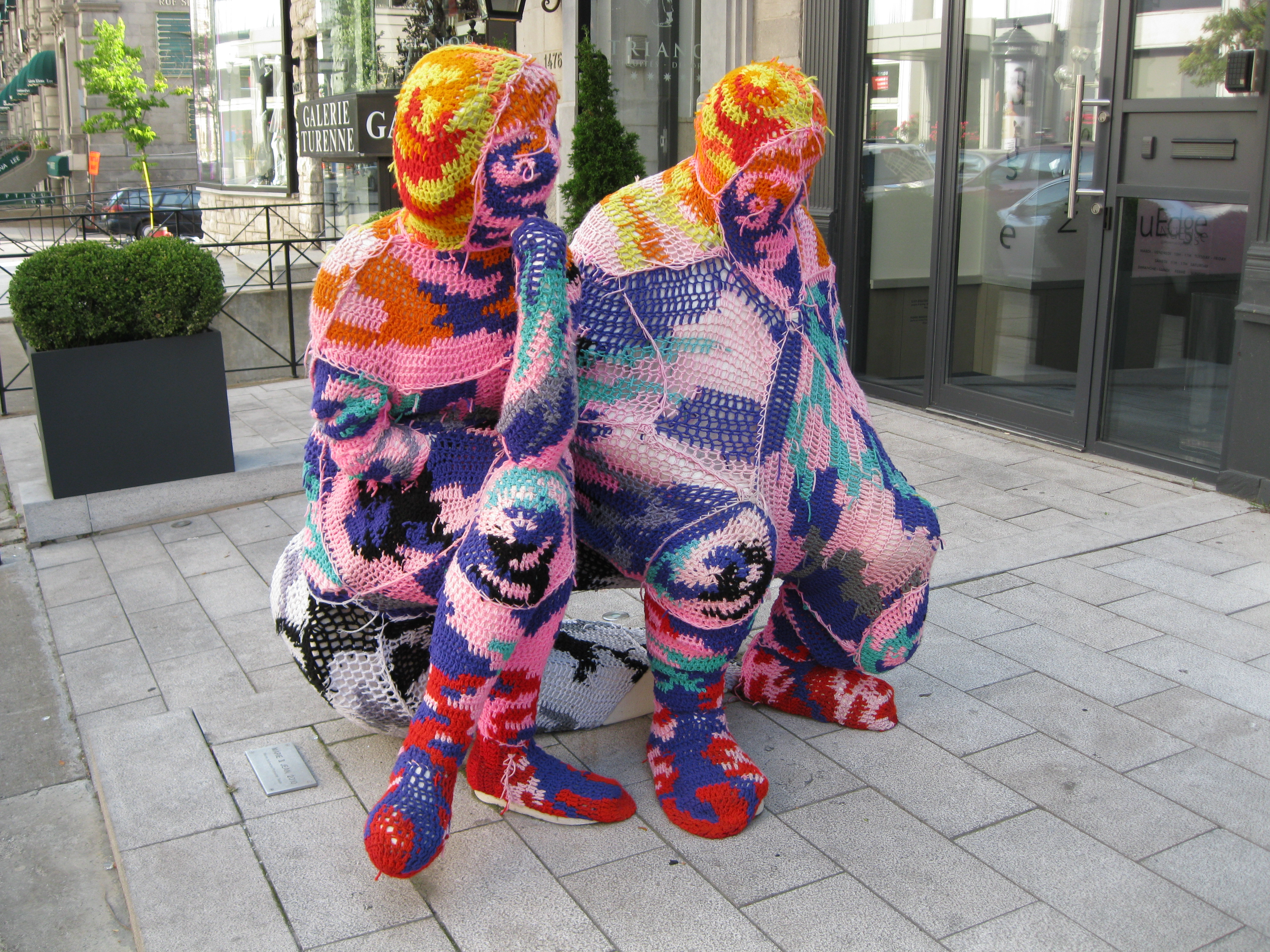
Объект перед галереей NuEdge на улице Шербрук в Монреале Олек обвязала существующую скульптуру.

В 2014 году, Олек обвязала скульптуру в форме бомбы в Канкунском подводном музее в Мексике.
Музей пожаловался, что это нанесло ущерб водным обитателям.
В 2016 году художница создала инсталляцию в Verket, музее в Авесте, Швеция, и где ей помогали сирийские и украинские женщины-беженцы. Услышав истории этих женщин, Олек вдохновилась обвязать дом в Авесте и ещё один дом в Кераве, Финляндия, полностью розовыми нитками, чтобы проиллюстрировать силу женщин. Работая в Авесте, женщины-беженки рассказывали свои истории о том, как они потеряли все во время войны. Это побудило Олека создать короткометражный фильм «В мгновение ока».
3 ноября 2016 года к рекламному щиту в Нью-Джерси было прибито розовое одеяло, связанное крючком Олеком и тридцатью восемью волонтерами, с изображением лица Хиллари Клинтон и хэштегом #ImWithHer в черно-белом цвете.
В декабре 2016 года Олек выставил произведение под названием «Вы не можете обмануть всех людей» в MANA Wynwood в Майами.

## Арест (2011)
6 октября 2011 года Олек стала участницей инцидента в баре в Лондоне. По обвинению в незаконном ранении, незаконном ранении с целью причинения тяжких телесных повреждений и двух случаях хранения ножевого предмета в общественном месте на Олек был одет электронный браслет и более месяца она находилась под домашним арестом, но ей разрешили посетить шоу в Польше.
В сентябре 2012 года в Королевском суде Саутварка она была признана невиновной в нанесении тяжких телесных повреждений с намерением причинить тяжкие телесные повреждения, но виновными в незаконном ранении.
В следующем ноябре она была приговорена к домашнему комендантскому часу. После отбытия наказания она установила вязаный крючком объект с надписью «Поцелуй будущее» на «5 кварталах ада в Ванкувере», а затем 65-футовый вязаный баннер с таким же сообщением на польском языке в тюрьме в Катовице.

## В России
В 2013 году Олек приезжает в Санкт-Петербург для того чтобы создать масштабные инсталляции на фасадах торговых центров. Она привезла две тонны разноцветной пряжи . Первым местом творчества Агаты стал фасад одного из торговых комплексов Петербурга, который художница обвязывала три ночи подряд. Она работала подобно пауку на высоте в 5 м на специальном подъемном устройстве. Подготовка проекта велась в течение 2-х недель, а фасадные работы на здании «Галереи» площадью около 100 квадратных метров были выполнены художницей всего за 25 часов.

## Премии
- 2011: Скульптура на месте, Премия Artaq, Париж, Франция
- 2011: Грант FUND LMCC за выступление в общественных местах, Нью-Йорк, США.
- 2008: Победитель коммерческого конкурса PBS галереи Apex Art, Нью-Йорк, США.
- 2007: US Artists International, поддержка исполнительского искусства на международных фестивалях, США/Польша.
- 2004: Мемориальная премия Рут Меллон в области скульптуры. Национальный клуб искусств, Нью-Йорк, США